# 金声桥
金声桥（英語：Kim Seng Bridge），新加坡河上最短的一座桥，桥身长度仅为一辆半巴士车的长度，桥为双向单车道两侧设有人行道。是由19世纪的华族社会名流和富商陈金声于1850年代出资建的，桥梁也已他的名字命名。陈金声也是新加坡自来水供应系统的监造者。
金声桥为水泥结构平顶桥。金声桥的建成，便利了许多这一地区的普通民众，他们无需渡河或绕远道通行。 新加坡河到此画上句号，过后便成了亚历山大沟渠（Alexandra Canal）。金声桥畔的最大的商业中心就是世界城。